# Myrmophylax atrothorax
A Myrmophylax atrothorax a madarak osztályának verébalakúak (Passeriformes) rendjébe és a hangyászmadárfélék (Thamnophilidae) családjába tartozó Myrmophylax nem egyetlen faja.

## Rendszerezése
A fajt Pieter Boddaert holland ornitológus írta le 1783-ban, a Formicarius nembe Formicarius attothorax néven. Egyes szervezetek a Myrmeciza nembe sorolják Myrmeciza atrothorax néven.

## Alfajai
- Myrmophylax atrothorax metae Meyer de Schauensee, 1947
- Myrmophylax atrothorax atrothorax (Boddaert, 1783)
- Myrmophylax atrothorax tenebrosa Zimmer, 1932
- Myrmophylax atrothorax maynana Taczanowski, 1882
- Myrmophylax atrothorax melanura (Ménétriés, 1835)[2]

## Előfordulása
Az Amazonas-medencében, Bolívia, Brazília, Ecuador, Francia Guyana, Guyana, Kolumbia, Peru, Suriname és Venezuela területén honos. 
Természetes élőhelyei a szubtrópusi vagy trópusi síkvidéki esőerdők és mocsári erdők, de hegyi esőerdőkben és cserjésekben is megtalálható, folyók és patakok környékén.

## Megjelenése
Testhossza 13-14 centiméter, testtömege 14-18 gramm.

## Életmódja
Rovarokkal és pókokkal táplálkozik.

## Természetvédelmi helyzete
Az elterjedési területe rendkívül nagy, egyedszáma pedig stabil. A Természetvédelmi Világszövetség Vörös listáján nem fenyegetett fajként szerepel.